# سیارک ۲۳۳۸۲
سیارک ۲۳۳۸۲ (به انگلیسی: 23382 Epistrophos، نامگذاری:4536T-2) بیست و سه هزار و سیصد و هشتاد و دومین سیارک کشف شده‌است که در ۳۰ سپتامبر ۱۹۷۳ کشف شد.
قدر مطلق سیارک برابر ۱۱٫۸۰ است.